# 榆林要塞区
中国人民解放军榆林要塞区，机关驻地海南岛榆林港，隶属广州军区。

## 历史
1951年7月至1952年5月，台湾当局先后派遣武装特务共9股115人分7批在海南偷渡登陆或空降，企图在五指山区建立反共“游击根据地”。1952年6月底在崖县第一区和第四区（今三亚市梅山镇与乐东县九所镇）交界山区空降武装特务9名，当地军民联合围歼7天，击毙7名，俘获2名，缴获枪支11支，电台1部。中南军区于1952年6月28日发出了《关于加强防卫海南岛的指示》。1952年11月12日，中南军区决定组建榆林区指挥部，辖原属第四十九军第146师的第436团、第437团和第四十三军第129师的第386团。1955年6月改为榆林守备区。1956年8月改为广州军区守备第21师，所属3个步兵团改编为守备团，增编炮兵团。1964年8月8日发生东京湾事件，越南战争全面扩大升级；美国第七舰队在海南岛以南至西沙海域始终保持3-5个航母战斗群每天出动数百架次舰载战斗轰炸机全面地毯式轰炸北越的一切目标；驻海南的解放军海军航空兵多次与美国海军舰载飞机发生空战。据统计，从1958年9月至1966年4月的7年多时间里，美国当局派出舰艇侵犯中国海南地区领海443艘，共计361次；派出飞机侵犯中国海南地区领空487架，共计361次。自1958年9月7日中国对美机美舰侵犯领海领空提出第一次严重警告至中美建交前的1971年12月25日止，中国政府向美国当局共提出497次严重警告。为加强战备，1964年8月将守备第21师扩编为榆林要塞区，执行副军级权限。1975年越南战争结束后，1976年榆林要塞区降为正师级，员额减少了一半。1981年1月1日改为广州军区守备第12师。1985年10月师机关和部份分队与通什军分区合并改为榆林军分区。1988年改为三亚军分区，现为三亚警备区。
1974年西沙自卫反击战后期的夺岛登陆战斗，守备第150团四连、榆林要塞区直属两栖侦察队荣立集体二等功。四连黎族战士吕亚仁荣立一等功。某部侦察队副指导员邹纪豪、某部侦察队班长钟振国荣立个人二等功。西沙海战后，要塞区某部进驻西沙珊瑚岛等地守备。

## 编制
下设第一、二、三守备区、直属守备团、炮兵团。

## 历任领导
出处：

| 榆林区指挥部司令员 - 余启龙（河南商城人，1955年开国大校） 榆林区指挥部政治委员 - 李大清（湖北黄陂人，1964年开国少将） |

| 守备第21师师长 - 王建国 - 马庆功（回族） 守备第21师政治委员 - 李大清 - 李鹏 |

| 榆林要塞区司令员 - 段志清开国少将（海南军区副司令员兼） - 刘远生 - 纪刚 - 王必之（海南军区副司令员兼） - 朱文清 榆林要塞区政治委员 - 李鹏（海南军区副政委兼） - 潘炳福 - 顾相林（海南军区副政委兼） 副部队长：纪刚 梁青山 刘荣 朱文清 巴殿和成洁 王兹民 赵级三 刘森亮 姜绍臣 刘坤 宋新盈 王禄贵 李应平 叶成美 施宝元 刘殿臣 刘承宝 刘喜斌 兰文新 卢凯森 副政治委员：刘惠芳 刘云 陈树福 刘方 王晓岚 杨爱松 吴以怀 祁宁华 刘相久 张其昌 徐栋 黄岐山 吴方定 林松 纪景山 王继贤 谭振辉 顾问：钟立章 马玉峰 司令部参谋长：王文林 刘坤 庞为强 冯怀宪 何和诚 陈振湖 副参谋长：伍向华 刘梅村 宁国忠 朱文清 张经嘉 高美复 刘坤 李泽丰 刘殿臣 钱景波 王禄责 张治基 郑显魁 李红忠 刘成文 李应平 王厚泽 王福寿 李兴安 兰文新 吕勇谋 钟立章 丁广强 黄名民 政治部主仕：刘云 薛仁斌 刘相久 张其昌 贾淦 陶元福 王永定 谭锡煊 政治部副主任：李凤桂 昊以怀 顾相林 邢营 宋占魁 王星 罗洪信 张其昌 纪景山 许清泉 王家禄 刘伯克 林克金 傅甫 林松 王继贤 华运宣 董有山 李光煜 易昌前 田留法 谭锡煊 蒋汪云 后勤部部长：巴殿和 吴秀山 徐智信 钟绍芬 韩焕钦 后勤部政治委员：马立业 罗洪信 齐贵华 汪良勇 |

| 广州军区守备第十二师师长 - 刘喜斌 - 刘承宝 广州军区守备第十二师政委 - 辛连元 - 段良久 |